# 褚向
褚向（5世紀—533年），字景政，河南郡陽翟县（今河南省禹州市）人，中国南北朝南朝梁政治人物，褚渊之孙，褚蓁之子。
褚向几岁时，父母相继去世，褚向服丧，哀毀犹若成人，親族对他的表现惊异。褚向長大后，有学問，有器量。梁武帝即位，選拔褚向为国子生。初任秘書郎，转任太子舍人、尚書殿中郎。出任安成郡内史。召還建康，担任太子洗馬、太子中舍人，历任太尉从事中郎、黄門侍郎、镇右豫章王長史。入朝为長兼侍中。褚向风仪端丽，眉目如画，为众人所倾慕。後出任寧遠将軍,北中郎廬陵王長史。大通四年（530年），出为宁远将军北中郎庐陵王长史。三年后，在官任上去世。外兄谢举为他写墓志铭，其子褚翔。